# Championnat du Bénin de football 2022-2023
Navigation
Édition précédente Édition suivante
La saison 2022-2023 du Championnat du Bénin de football est la quarante-troisième édition de la Ligue 1, le championnat national de première division au Bénin. Le tenant du titre est le Coton Sport FC Ouidah.

## Déroulement de la saison
Le championnat se déroule suivant les mêmes modalités que la saison 2021-2022.
Les 34 équipes de la saison passée sont rejoints par deux promus portant le nombre de participants à 36 équipes. Elles sont réparties dans 4 groupes régionaux, les quatre premiers de poule se qualifient pour la Super Ligue Pro, qui déterminera le champion du Bénin et les qualifications pour les compétitions continentales.
Le championnat devait commencer le 24 septembre 2022, mais ne débutera que le 12 novembre 2022.

## Participants
- équipes de Ligue 1 en 2019-2020 : 
  - Association sportive Dragons Football Club de l'Ouémé
  - Association Sportive Tonnerre Football Club de Bohicon
  - Ayema FC
  - Panthères Football Club
  - Réal Sports de Parakou Football Club
  - Énergie Sport Football Club
  - Jeunesse athlétique de Cotonou est renommé JA Kétou
  - Association sportive du port autonome de Cotonou
  - Buffles du Borgou Football Club
  - Union Sportive Seme Kraké est renommé AS Sobemap
  - Loto-Popo FC
  - Béké Football Club
  - Dynamo Unacob Football Club
  - Jeunesse Sportive de Pobè
  - AS de la Vallée de l'Ouémé Football Club
  - Université Polytechnique Internationale est renommé Aziza FC
- équipes de Ligue 2 en 2019-2020 : 
  - AS Takunnin de Kandi
  - AS Cavaliers
  - Dynamique FC
  - Tanéka FC est renommé Coton Sport FC
  - Espoir FC Savalou
  - Dynamo FC d'Abomey
  - Dadjè FC
  - Damissa FC
  - Hodio FC
  - AS Cotonou
  - Adjidja FC
  - Requins de l'Atlantique Football Club
  - Eternel FC est renommé OFMAS-SAD FC
  - AS Police
  - Soleil Football Club
  - Sitatunga FC
  - Avrankou Omnisport
  - Djeffa FC
- Promus en 2022
  - Bani Gansè FC
  - JS Ouidah

## Compétition
Le classement est établi sur le barème de points suivant : victoire à 3 points, match nul à 1, défaite à 0.

### Classement Zone A
| Rang | Équipe                    | Pts  | J  | G | N | P  | Bp | Bc | Diff |
| ---- | ------------------------- | ---- | -- | - | - | -- | -- | -- | ---- |
| 1    | Buffles du Borgou         | 32   | 16 | 9 | 5 | 2  | 24 | 12 | +12  |
| 2    | Damissa FC                | 31   | 16 | 9 | 4 | 3  | 13 | 6  | +7   |
| 3    | AS Cavaliers              | 26   | 16 | 6 | 8 | 2  | 18 | 11 | +7   |
| 4    | AS Takunnin de Kandi      | 25   | 16 | 7 | 4 | 5  | 20 | 9  | +11  |
| 5    | Panthères de Djougou      | 21   | 16 | 5 | 6 | 5  | 12 | 9  | +3   |
| 6    | Dynamo FC Parakou         | 21   | 16 | 5 | 6 | 5  | 9  | 15 | -6   |
| 7    | Béké FC                   | 13-4 | 16 | 3 | 8 | 5  | 12 | 13 | -1   |
| 8    | Réal Sports de Parakou FC | 12   | 16 | 1 | 9 | 6  | 3  | 11 | -8   |
| 9    | Dynamique FC              | 5    | 16 | 1 | 2 | 13 | 6  | 31 | -25  |

|  | Qualification pour la Super Ligue Pro |

### Classement Zone B
| Rang | Équipe             | Pts | J  | G  | N | P  | Bp | Bc | Diff |
| ---- | ------------------ | --- | -- | -- | - | -- | -- | -- | ---- |
| 1    | Loto-Popo FC       | 35  | 16 | 11 | 2 | 3  | 23 | 7  | +16  |
| 2    | Dadjè FC           | 31  | 16 | 9  | 4 | 3  | 19 | 12 | +7   |
| 3    | Dynamo FC d'Abomey | 30  | 16 | 9  | 3 | 4  | 28 | 15 | +13  |
| 4    | Bani Gansè FC P    | 28  | 16 | 8  | 4 | 4  | 21 | 20 | +1   |
| 5    | Hodio FC           | 26  | 16 | 7  | 5 | 4  | 22 | 9  | +13  |
| 6    | AS Tonnerre FC     | 21  | 16 | 6  | 3 | 7  | 15 | 19 | -4   |
| 7    | Espoir FC Savalou  | 18  | 16 | 5  | 3 | 8  | 18 | 24 | -6   |
| 8    | Énergie Sport FC   | 11  | 16 | 3  | 2 | 11 | 10 | 25 | -15  |
| 9    | Soleil FC          | 2   | 16 | 0  | 2 | 14 | 14 | 39 | -25  |

|  | Qualification pour la Super Ligue Pro |
|  | P Promu                               |

### Classement Zone C
| Rang | Équipe                   | Pts | J  | G  | N | P  | Bp | Bc | Diff |
| ---- | ------------------------ | --- | -- | -- | - | -- | -- | -- | ---- |
| 1    | Coton Sport FC Ouidah T  | 36  | 16 | 10 | 6 | 0  | 28 | 5  | +23  |
| 2    | Requins de l'Atlantique  | 32  | 16 | 9  | 5 | 2  | 25 | 10 | +15  |
| 3    | AS Port Autonome Cotonou | 28  | 16 | 7  | 7 | 2  | 20 | 12 | +8   |
| 4    | AS Cotonou               | 24  | 16 | 6  | 6 | 4  | 17 | 10 | +7   |
| 5    | OFMAS-SAD FC             | 22  | 16 | 6  | 4 | 6  | 16 | 14 | +2   |
| 6    | Aziza FC                 | 16  | 16 | 5  | 1 | 10 | 12 | 28 | -16  |
| 7    | Adjidja FC               | 14  | 16 | 3  | 5 | 8  | 9  | 19 | -10  |
| 8    | AS Police                | 12  | 16 | 3  | 3 | 10 | 12 | 29 | -17  |
| 9    | Sitatunga FC             | 11  | 16 | 2  | 5 | 9  | 8  | 20 | -12  |

|  | Qualification pour la Super Ligue Pro |
|  | P Promu                               |

### Classement Zone D
| Rang | Équipe                        | Pts  | J  | G | N | P  | Bp | Bc | Diff |
| ---- | ----------------------------- | ---- | -- | - | - | -- | -- | -- | ---- |
| 1    | Ayema FC                      | 28   | 16 | 7 | 7 | 2  | 20 | 10 | +10  |
| 2    | AS de la Vallée de l'Ouémé FC | 27   | 16 | 7 | 6 | 3  | 23 | 13 | +10  |
| 3    | JA Kétou                      | 26   | 16 | 6 | 8 | 2  | 15 | 12 | +3   |
| 4    | AS Dragons de l'Ouémé         | 25   | 16 | 6 | 7 | 3  | 10 | 9  | +1   |
| 5    | Jeunesse Sportive de Pobè     | 21   | 16 | 6 | 3 | 7  | 16 | 15 | +1   |
| 6    | AS Sobemap                    | 20-6 | 16 | 7 | 5 | 4  | 16 | 14 | +2   |
| 7    | Djeffa FC                     | 20   | 16 | 5 | 5 | 6  | 13 | 15 | -2   |
| 8    | Avrankou Omnisport            | 10   | 16 | 2 | 4 | 10 | 10 | 22 | -12  |
| 9    | JS Ouidah P                   | 10   | 16 | 3 | 1 | 12 | 12 | 25 | -13  |

|  | Qualification pour la Super Ligue Pro |

### Super Ligue Pro
Les quatre premiers de chaque zone sont qualifiés pour la Super Ligue Pro. Les clubs d'une même zone ne se rencontrent pas lors de la Superligue.
| Rang | Équipe                        | Pts | J  | G  | N  | P  | Bp | Bc | Diff |
| ---- | ----------------------------- | --- | -- | -- | -- | -- | -- | -- | ---- |
| 1    | Coton Sport FC Ouidah T       | 53  | 24 | 16 | 5  | 3  | 29 | 13 | +16  |
| 2    | Loto-Popo FC                  | 51  | 24 | 15 | 6  | 3  | 32 | 13 | +19  |
| 3    | Ayema FC                      | 39  | 24 | 12 | 3  | 9  | 28 | 23 | +5   |
| 4    | Dadjè FC                      | 37  | 24 | 11 | 4  | 9  | 24 | 21 | +3   |
| 5    | Dynamo FC d'Abomey            | 34  | 24 | 8  | 10 | 6  | 27 | 23 | +4   |
| 6    | AS Cavaliers                  | 32  | 24 | 7  | 11 | 6  | 20 | 16 | +4   |
| 7    | AS de la Vallée de l'Ouémé FC | 31  | 24 | 6  | 13 | 5  | 17 | 13 | +4   |
| 8    | Damissa FC                    | 31  | 24 | 8  | 7  | 9  | 21 | 20 | +1   |
| 9    | JA Kétou                      | 31  | 24 | 8  | 7  | 9  | 23 | 25 | -2   |
| 10   | AS Port Autonome Cotonou      | 30  | 24 | 7  | 9  | 8  | 18 | 20 | -2   |
| 11   | AS Cotonou                    | 29  | 24 | 6  | 11 | 7  | 15 | 16 | -1   |
| 12   | AS Takunnin de Kandi          | 29  | 24 | 7  | 8  | 9  | 22 | 26 | -4   |
| 13   | Bani Gansè FC P               | 28  | 24 | 7  | 7  | 10 | 16 | 23 | -7   |
| 14   | Requins de l'Atlantique       | 21  | 24 | 4  | 9  | 11 | 19 | 29 | -10  |
| 15   | Buffles du Borgou             | 21  | 24 | 5  | 6  | 13 | 18 | 34 | -16  |
| 16   | AS Dragons de l'Ouémé         | 16  | 24 | 2  | 10 | 12 | 14 | 28 | -14  |

|  | Qualification pour la Ligue des champions de la CAF 2023-2024 |
|  | Qualification pour la Coupe de la confédération 2023-2024     |

## Bilan de la saison
| Championnat du Bénin de football 2022-2023 |                                  |
| Champion                                   | Coton Sport FC Ouidah (2e titre) |
| Qualifications continentales               |                                  |
| Ligue des champions de la CAF 2023-2024    | Coton Sport FC Ouidah            |
| Coupe de la confédération 2023-2024        | Loto-Popo FC                     |
| Promotions et relégations                  |                                  |
| Promus en Ligue 1                          |                                  |
| Relégués en Ligue 2                        |                                  |